# Nothobranchius ugandensis
Nothobranchius ugandensis är en fiskart som beskrevs av Wildekamp, 1994. Nothobranchius ugandensis ingår i släktet Nothobranchius och familjen Nothobranchiidae. IUCN kategoriserar arten globalt som livskraftig. Inga underarter finns listade i Catalogue of Life.